# 毛振飛
毛振飛（1949年—）是中華民國資深勞工運動代表人物，多年來參與勞工運動。他是全國關廠工人連線代表，曾任桃園市產業總工會理事長、桃園航勤企業工會常務理事、團結工聯發言人。

## 早年生活
毛振飛出生於1949年，從小生長在基隆市的深藍家庭，是家中長子，父親和母親都是福建省人。毛振飛的性格從小喜好打抱不平，遇見不公義的事情也絕不妥協。他退伍後在新北市瑞芳區大福煤礦礦坑內工作7年，因此特別能體認基層勞工的辛酸。由於知道工人是拿生命在換錢，毛振飛在妻子王璧玉的勸說下更換工作，考進桃園航勤維修部。

## 工運抗爭

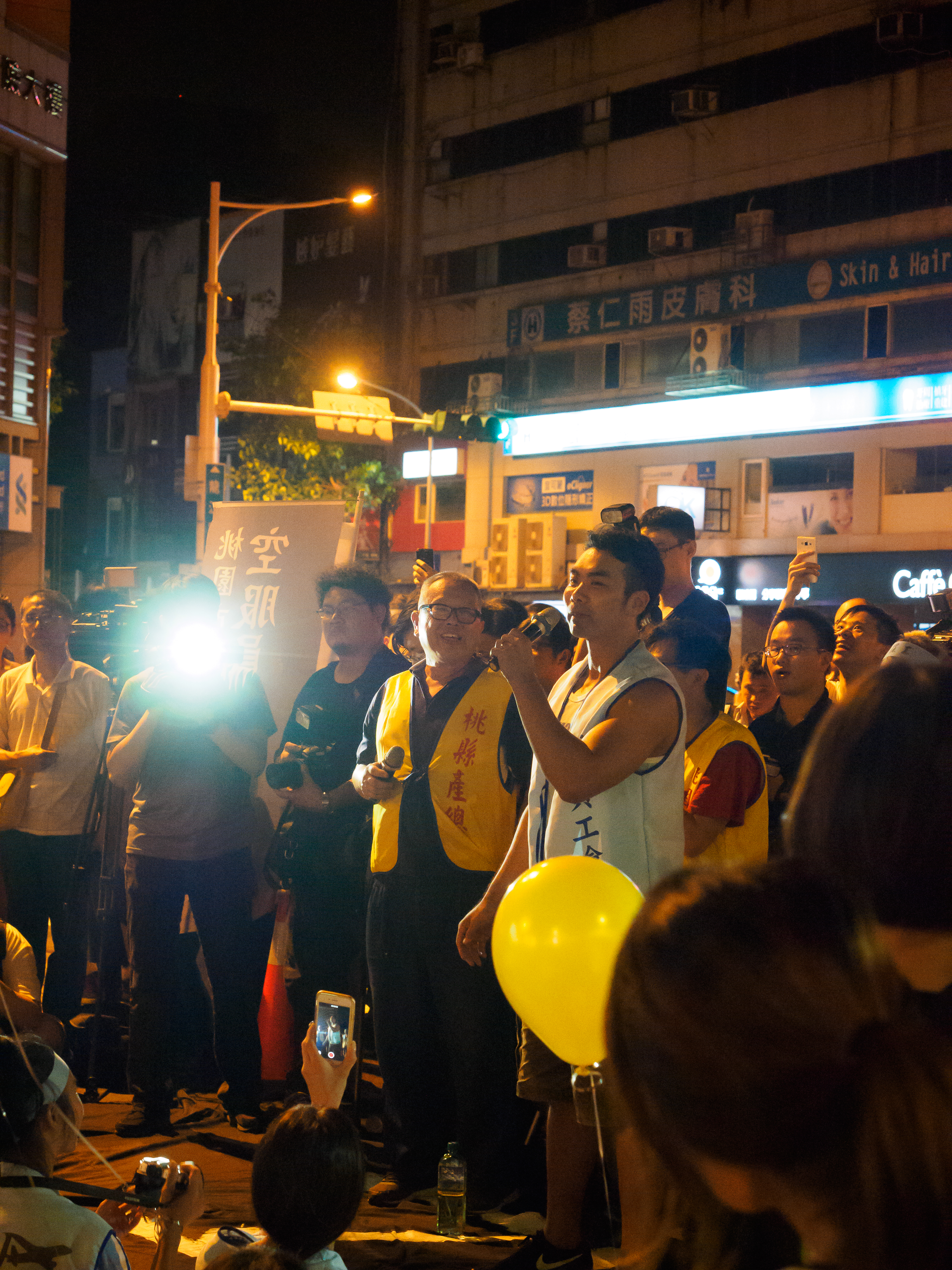
穿著桃產總背心參與華航罷工

1987年，因看不慣軍事化管理，毛振飛便與同仁在任職的桃園航勤私下發起組織工會，成為解嚴後臺灣第一個最強悍、參與人數最多的勞工工會。擔任幹部的毛振飛馬上被桃園航勤高層視為眼中釘，桃園航勤高層轉而想「收編」他，但毛振飛拒絕。在執政者眼裡，毛振飛亦成為黑名單。1990年，郝柏村擔任行政院院長期間，他便被提報為十大惡寇之一。
2005年，勞工運動界公認最具公信力的桃園市產業總工會剛成立，便由毛振飛擔任理事長，是勞工運動代表性領導人物之一。同年，毛振飛公開幫民主進步黨立法委員王拓站台拉票，家族便認為他是叛徒。爾後，他帶領參與《勞動基準法》、全國關廠工人連線、中華民國國道收費員資遣抗爭等街頭勞工運動。
毛振飛對抗政府的激烈行徑，包括有蛋洗行政院中央大樓和凱達格蘭大道、發動300多人向中華民國總統官邸丟「糞」、參與關廠工人們在台北車站臥軌。毛振飛每場抗爭都站在前線，也因此背負數件訴訟案、十幾條刑責，他也曾為了抗爭被判處拘役20天，並且入獄服刑。

## 退休活動

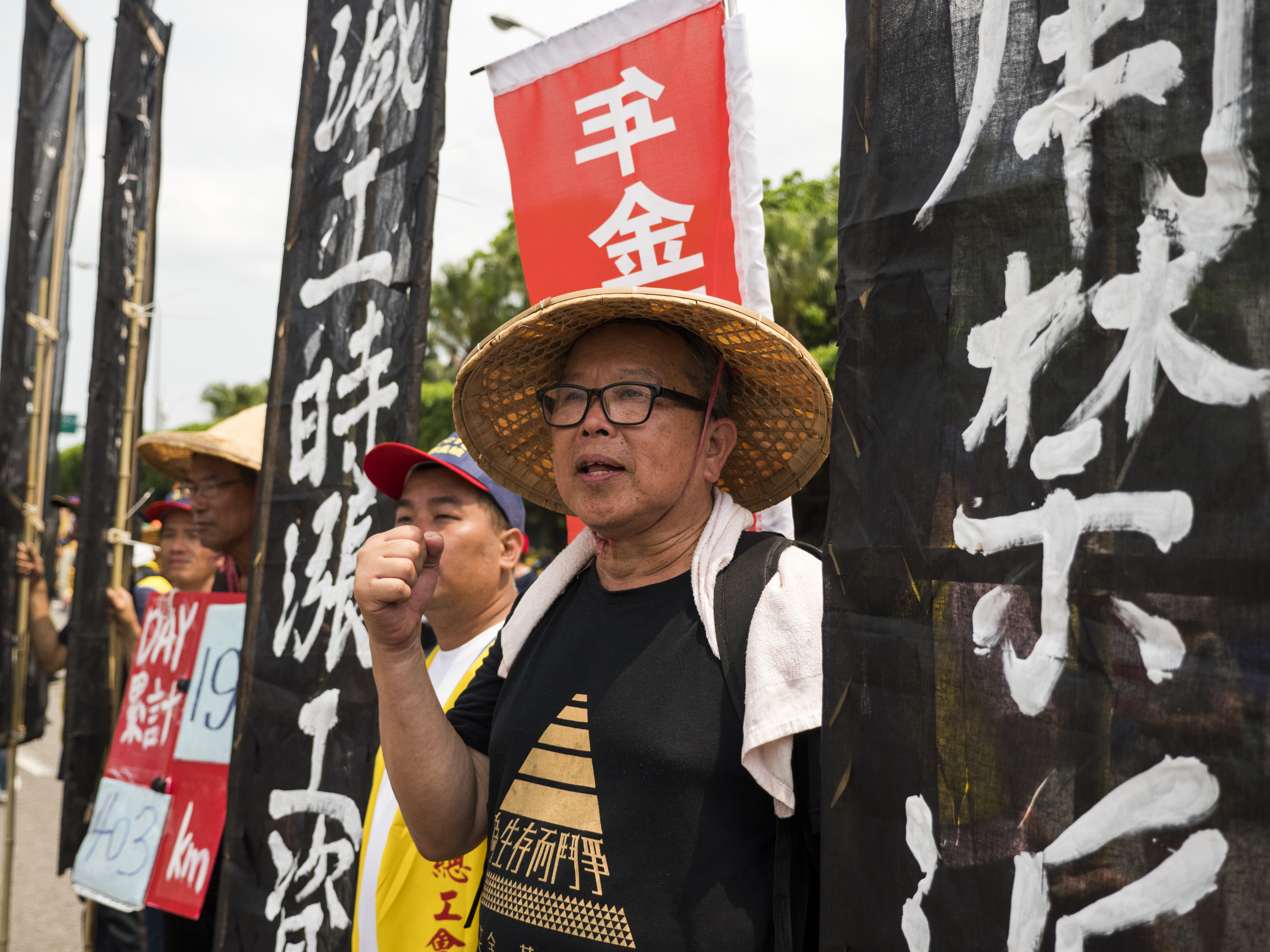
2017年國際勞動節參與「要保障、反剝削」大遊行

2015年，毛振飛退休，但只要勞工團體通知，他仍會持續參與勞工抗爭運動，他還擔任桃園市產業總工會顧問。桃園市市長鄭文燦曾問他是否能接任桃園市政府勞動局局長，還有小黨提議推派他出來參選，毛振飛通通拒絕這些美意。2016年，桃園市空服員職業工會抗議高工時等問題，中華航空空服員集結在總部前發動閃電罷工，其幕後推手亦包括毛振飛。
為抗議一例一休，專程從基隆市前來的毛振飛與其他勞工團體，一大早跑到行政院門口拉布條抗議，並且在中華民國勞動部前的帳篷下展開長達11天的絕食抗議行動，甚至還專程南下參與高雄市舉辦的抗議大遊行。而立法院在審查《勞動基準法》修正草案的當晚，他還帶頭想推倒立法院群賢樓門口前的拒馬。
2017年12月23日的勞工大遊行，毛振飛曾要求群眾在晚上6點時進行衝撞後就地解散，但引爆聲援團體強烈不滿，也有工會成員與堅持撤退的毛振飛爭吵起來。最後有不少群眾不理勞工團體，演變成街頭流竄抗議。2018年1月6日，儘管在抗爭前夕的關鍵時刻，由於自己已經虛歲70歲，他在Facebook上貼文宣布將退出勞工運動決策圈，但往後還是會參加抗爭活動。

## 思想主張
毛振飛堅持一生挺勞工、熱衷勞工運動，且總是站在執政黨對立面，只替勞工立場發聲。

## 個人生活
毛振飛身材壯碩，脾氣火爆。朋友們喜歡幫毛振飛取外號，經常稱他為「老毛」或「毛主席」。私底下的毛振飛臉上總掛著微笑，平常興趣是一人宅在家觀看電視轉播橄欖球球賽等體育頻道。毛振飛住在基隆市的國民住宅老公寓。
毛振飛的妻子為王璧玉，育有女兒毛靜翊和兒子毛裕民。他與妻子在貨櫃工廠認識，他曾寫上百封情書給妻子展開熱烈追求，兩人最後結婚。然而毛振飛自覺長年忽略家庭，妻子病逝對他造成極大的打擊，他形容自己像是沒有靈魂的人。消沉1年，毛振飛皈依佛教、尋求宗教的救贖，才走出喪妻之慟。

## 外部連結
- 毛振飛的Facebook專頁